# Hafsanur Sancaktutan
Hafsanur Sancaktutan (Estambul, 20 de marzo de 2000) es una actriz turca.

## Biografía
Hizo su debut teatral participando en los programas Kuralla Kuraldışı y Otobüs. Hizo su debut televisivo en 2018, interpretando el papel de Fidan Taşkan en la serie Gülperi. En 2019 se unió al elenco principal de la serie Aşk Ağlatır, interpretando a Ada Meryem Varlı. En 2021 consiguió el papel de Yağmur Kara en la serie Son Yaz. En 2022 interpretó a Sinem en la serie Dünyayla Benim Aramda.
En 2023 consiguió el papel de la protagonista Leyla Kökdal en la serie Ya Çok Seversen junto al actor Kerem Bürsin. En 2024 y 2025 interpretó el papel de Melek Çakirca en la serie Siyah Kalp.

## Filmografía
| Año       | Título                | Personaje        | Cadeña  | Notas        |
| --------- | --------------------- | ---------------- | ------- | ------------ |
| 2018-2019 | Gülperi               | Fidan Taşkan     | Show TV | 20 episodios |
| 2019      | Aşk Ağlatır           | Ada Meryem Varlı | Show TV | 16 episodios |
| 2021      | Son Yaz               | Yağmur Kara      | Fox     | 26 episodios |
| 2022      | Darmaduman            | Derin            | Fox     | 9 episodios  |
| 2022      | Dünyayla Benim Aramda | Sinem            | Disney+ | 8 episodios  |
| 2023      | Ya Çok Seversen       | Leyla Kökdal     | Kanal D | 13 episodios |
| 2024-2025 | Siyah Kalp            | Melek Çakirca    | Show TV | 34 episodios |

## Teatro
| Año  | Título            | Autor          |
| ---- | ----------------- | -------------- |
| 2015 | Kuralla Kuraldışı | Bertolt Brecht |
| 2016 | Otobüs            | Sevilay Saral  |